# Raphaël Douady
 (octobre 2017).
Pour les articles homonymes, voir Douady.
Raphaël Douady, né le 15 novembre 1959 à Paris, est un mathématicien français et un économiste. Il est membre du Centre d’économie de la Sorbonne de Paris-I-Panthéon-Sorbonne, et directeur des études du Laboratoire d'excellence sur la régulation financière (Labex Refi).

## Biographie

### Famille
Raphaël Douady est l'arrière-petit-fils du zoologiste Rémy Perrier, le petit-fils du médecin Daniel Douady, le fils du mathématicien Adrien Douady, et le cousin germain du physicien Stéphane Douady. 

### Jeunesse et études
Ancien élève de l'École normale supérieure, il a été reçu à l'agrégation de mathématiques en 1980. Il a obtenu son doctorat dans les domaines des systèmes hamiltoniens en 1982 à l'université Paris-Diderot (Paris-VII), alors qu'il était encore étudiant à l'ENS, sous la direction de Michaël Herman.

### Carrière
En 1983, Raphaël Douady est recruté au Centre national de la recherche scientifique (CNRS). Il a été affilié à l'École polytechnique (1983-87), l'École normale supérieure (1987-95), le Courant Institute of Mathematical Sciences de l'université de New York (1995-97), à l'École normale supérieure de Cachan (1997-2001), et est un ancien professeur invité à l'université de New York de l'Institut polytechnique. 
Il est un des fondateurs de Riskdata, en 2001, une société de logiciel.
En avril 2020, au début de la pandémie de Covid-19, il se déclare favorable à l'utilisation d'hydroxychloroquine promue par Didier Raoult, minimisant les risques d'évènements iatrogènes.

## Prix
- Médaillé de bronze (1976) et d'or (1977) des Olympiades internationales de mathématiques[5].